# Shadows of the Moulin Rouge
Shadows of the Moulin Rouge er en amerikansk stumfilm fra 1913 af Alice Blaché.

## Medvirkende
- Fraunie Fraunholz som Dr. Chevrele
- Claire Whitney som Mrs. Dupont
- Joseph Levering som Mr. Dupont
- John Scott
- George Paxton